# 馬朝陽
馬朝陽（1551年—？），字鳳鳴，號岐岡，山西太原府太原縣人，民籍，明朝政治人物。

## 生平
隆慶四年（1570年）庚午科山西鄉試第三十一名，萬曆五年（1577年）丁丑科會試第一百七十四名，登三甲第一百四十四名進士。授新鄭縣知縣，十一年八月考选陕西道御史，十五年復除浙江道，十六年巡按浙江，十九年八月復除江西道，九月以其申救羅大紘奪俸一年。二十一年二月升四川右参议，二十三年九月升陕西副使，尋調四川安綿兵备副使，二十五年六月調松潘兵备道，二十八年二月因征讨播州楊應龍，升右参政、分守川北道，三十年閏二月升河南按察使、管驿传道事，調陕西，分守西宁，三十四年七月加升左布政使，三十七年三月因西宁境外生番盗营马，守备李希梅追之被杀，马朝阳被停职听勘。三十八年五月巡按御史侯執蒲弹劾其节制不严，量加罚治。告归后闭门课子，外事尽却。巡方乔允升曾求见一面，终不允。卒年七十八。妻子程氏，守节达四十年。

## 家族
曾祖馬環；祖父馬應賢；父馬魁。母趙氏。具慶下。